# Epanogmus breviventris
Epanogmus breviventris är en stekelart som beskrevs av Girault 1920. Epanogmus breviventris ingår i släktet Epanogmus och familjen puppglanssteklar. Inga underarter finns listade i Catalogue of Life.